# Norbert Van Caeneghem
Norbert Van Caeneghem (Roubaix, 25 gennaio 1912 – Roubaix, 31 dicembre 1962) è stato un calciatore francese, di ruolo attaccante.

## Carriera
È il miglior marcatore nella storia del SC Fives in Division 1 con 45 reti segnate.
Ha concluso la sua carriera nel 1941.

## Palmarès

### Competizioni nazionali
- Coppa di Francia: 1

Excelsior Roubaix: 1932-1933